# TMEM11
TMEM11 (англ. Transmembrane protein 11) – білок, який кодується однойменним геном, розташованим у людей на короткому плечі 17-ї хромосоми. Довжина поліпептидного ланцюга білка становить 192 амінокислот, а молекулярна маса — 21 541.
| 10         |  | 20         |  | 30         |  | 40         |  | 50         |
| ---------- |  | ---------- |  | ---------- |  | ---------- |  | ---------- |
| MAAWGRRRLG |  | PGSSGGSARE |  | RVSLSATDCY |  | IVHEIYNGEN |  | AQDQFEYELE |
| QALEAQYKYI |  | VIEPTRIGDE |  | TARWITVGNC |  | LHKTAVLAGT |  | ACLFTPLALP |
| LDYSHYISLP |  | AGVLSLACCT |  | LYGISWQFDP |  | CCKYQVEYDA |  | YKLSRLPLHT |
| LTSSTPVVLV |  | RKDDLHRKRL |  | HNTIALAALV |  | YCVKKIYELY |  | AV         |

A: Аланін

C: Цистеїн

D: Аспарагінова кислота

E: Глутамінова кислота

F: Фенілаланін

G: Гліцин

H: Гістидин

I: Ізолейцин

K: Лізин

L: Лейцин

M: Метіонін

N: Аспарагін

P: Пролін

Q: Глутамін

R: Аргінін

S: Серин

T: Треонін

V: Валін

W: Триптофан

Локалізований у мембрані, мітохондрії, внутрішній мембрані мітохондрії.